# Miecznik łąkowy
Miecznik łąkowy (Conocephalus dorsalis) – euroazjatycki gatunek owada prostoskrzydłego z rodziny pasikonikowatych (Tettigoniidae), blisko spokrewniony z miecznikiem ciemnym, od którego różni się krótszymi skrzydłami. Występuje na podmokłych łąkach, torfowiskach i bagnach. W Polsce spotykany na terenie całego kraju z wyjątkiem gór.